# Peter Merten
Peter Merten (* 17. April 1954 in Stuttgart) ist ein deutscher Manager und Sportfunktionär.

## Werdegang
Merten war als Jugendlicher als Hammerwerfer und Mehrkämpfer beim 1. FV Salamander Kornwestheim aktiv. Er war dreimal baden-württembergischer Juniorenmeister. Während der Olympischen Sommerspiele 1972 in München war er Teilnehmer des Olympischen Jugendlagers. Er trainierte gemeinsam mit Günther Lohre.
Nach seinem Abitur studierte Merten Betriebswirtschaftslehre und Rechtswissenschaft. 1985 wurde er mit der Arbeit Know-how-Transfer durch multinationale Unternehmen in Entwicklungsländer an der Universität Mannheim zum Dr. rer. pol. promoviert. Anschließend war er ein Jahr lang als Gastprofessor am Massachusetts Institute of Technology tätig. Daraufhin folgten berufliche Stationen beim Daimler-Konzern, unter anderem als Leiter Konzerncontrolling der Daimler-Benz AG und kaufmännischer Geschäftsführer der Dornier Medizintechnik GmbH. 2000 wechselte er als Vorsitzender der Geschäftsführung zur Henschel GmbH und wurde außerdem stellvertretender Vorsitzender der Geschäftsführung der Kuka Wehrtechnik GmbH. Nach dem Zusammenschluss mit der MAK GmbH übernahm er die Aufgabe des Chief Operating Officer der dann in Rheinmetall Landsysteme GmbH umfirmierten Gesellschaft. 2002 wurde er als Chief Financial Officer in den Vorstand der damaligen Kolbenschmidt Pierburg AG und späteren Rheinmetall Automotive AG bestellt. Zum 1. August 2017 trat Merten in den Ruhestand.
Von 2013 bis 2022 war Merten Aufsichtsratsvorsitzender der DEL2, der zweithöchsten Liga im deutschen Eishockey. Zuvor war er bereits als Geschäftsführer des Eishockey-Zweitligisten Heilbronner Falken tätig. Am 7. Mai 2022 wurde Merten als Nachfolger von Franz Reindl zum Präsidenten des Deutschen Eishockey-Bunds (DEB) gewählt. Im Rahmen einer Strukturreform wurde das Präsidium des Deutschen Eishockey-Bunds im Sommer 2025 durch hauptamtliche Vorstände ersetzt. Merten übernahm daraufhin den Vorsitz des Aufsichtsrats des DEB.
Merten lebt in Heppenheim.